# 新井章吾
新井 章吾（あらい しょうご、安政3年2月22日（1856年3月28日）- 明治39年（1906年）10月16日）は、明治前期の政治家。衆議院議員として通算7期。位階および勲等は従四位・勲四等。
自由党幹部として活躍した。

## 経歴
下野国都賀郡吹上村（現在の栃木県栃木市吹上町）の豪農の家に生まれる。吹上藩の藩校日就館で学んだ後、壬生の育英舎で英学を学んだ。明治10年（1877年）、吹上村の戸長になる。
明治13年（1880年）以後、自由民権運動に参加して自由党に加入、郷里を中心に運動の興隆に努め、明治15年（1882年）に栃木県会議員となる。翌年、官吏侮辱罪・集会条例違反で5か月間収監され、更に大阪事件に関与して朝鮮渡航部隊の責任者となったことから捕らえられて重懲役9年の判決を受ける。
明治22年（1889年）の大赦後に県会議員に復帰し、第1回衆議院議員総選挙では栃木県第2区から初当選を果たし、以後6期連続当選する。だが、星亨との確執を機に「関東自由党」の分離や高島鞆之助と結んで薩摩閥との連携を模索するが上手くいかず、明治25年（1892年）5月に自由党を脱党し、12月に同じく脱党した大井憲太郎とともに東洋自由党を結成した。その後、硬六派系の諸会派を転々とする。この間、明治29年（1896年）に拓殖務大臣であった高島の要請で衆議院議員の身分のまま拓殖務省北部局長に就任するが、直後に同省の廃止が決定されて辞任した。明治31年（1898年）に自由党の後身である憲政党に復帰してその後立憲政友会に合流するが、第7回衆議院議員総選挙で落選する。明治37年（1904年）の第9回衆議院議員総選挙で7回目の当選を果たして国政に復帰する。その後、宇治川水力電気会社の創設に尽力するが、設立直前の明治39年（1906年）に東京において51歳で急死した。墓所は青山霊園1-イ22-1と、郷里である吹上町の専福寺だが、2022年現在吹上の方の墓所は無縁墳墓となっている。

## 親族
- 室 新井タネ 昭和29年4月15日歿
- 子 新井胖：朝鮮総督府判事 1938年12月31日歿
- 子の妻 新井静 昭和55年11月10日歿